# Molophilus nigritus
Molophilus nigritus är en tvåvingeart som beskrevs av Alexander 1930. Molophilus nigritus ingår i släktet Molophilus och familjen småharkrankar.
Artens utbredningsområde är Taiwan. Inga underarter finns listade i Catalogue of Life.